# Lule Indijanci
Lule (Lulé, Pelé), pleme porodice Lulean s gornjeg toka rijeke Salado u argentinskim provincijama Catamarca i na zapadu Tucumána. Naziv Lule, u značenju "stanovnici; inhabitants", nema etničkog značenja nego je dan od Mataco Indijanaca s istoka, plemenima koja su živjela na Lulean teritoriju. U ranijim vremenima od Quechua su nazivani Cacana, "planinci; mountaineers", prema gorovitom području uz gornji Salado, vjerojatno se odnosi na Diaguite. Jezuitski misionar Alonso Bárcena (ili Barzana) okupio je 1589. Lule na misijskom naselju na Saladu blizu španjolskog grada Salavera ili Esteco. U isto vrijeme pokrštena su i plemena Tonocoté ili Toconoté. Godine 1692. dolazi do razornog potresa koji je sravnio gradove Esteco i Concepción, kao i misijska naselja, a neofiti se razbježaše u divljine Chaca sjeverno od Salada. 
U kasnijim vremenima Lulé i srodna plemena su poznati kao miroljubiv narod, koji živi dijelom od poljodjelstva, dijelom od lova. Sami sebe nazivaju Pelé. Srednjega su stasa i u suprotniosti s atletskim jahačima Abipóna i Mataca iz istočnog Chaca. Guverner Urizar oko 1710. protiv ovih ratoborniih plemena povede iz Tucumana jaku ekspediciju, a miroljubivi Lule su smješteni na novu misiju San Estéban u Mirafloresu na Saladu, gdje ih je okupio jezuitski otac Antonio Machoni. Machoni priprema gramatiku i rječnik (Madrid, 1732) lule jezika nazvanog "Lule de Machoni", kako bi ga razlikovali od cacana lule iz ranijeg perioda. Dva Lulean plemena Isistiné i Touquistiné 1751. smješteni su na novu misiju San Juan Bautista. Nakon ove misije podigoše i misiju Nuestra Señora del Buen Consejo ili Ortega, za pleme Omoampa i njihova pod-plemena i Nuestra Señora la Columna ili Macapillo za pleme Pasain što pripada Vilelama, obje na rijeci Salado. Godine 1767., upravo prije protjerivanja jezuita populacija srodnih Lulean plemena iznosila je 2,346. Svi su bili kršćani, a među njima je bio i otac José Iolis, autor povijesti Chaca.

## Vanjske poveznice
- Lulé Indians